# Breakwater
Breakwater är en del av en befolkad plats i Australien. Den ligger i kommunen Greater Geelong och delstaten Victoria, omkring 66 kilometer sydväst om delstatshuvudstaden Melbourne. Antalet invånare är 1 054.
Runt Breakwater är det ganska tätbefolkat, med 111 invånare per kvadratkilometer.. Närmaste större samhälle är Geelong, nära Breakwater. 
Trakten runt Breakwater består till största delen av jordbruksmark. Genomsnittlig årsnederbörd är 744 millimeter. Den regnigaste månaden är juni, med i genomsnitt 113 mm nederbörd, och den torraste är januari, med 31 mm nederbörd.